# Con mắt Shinjuku
Con mắt Shinjuku (新宿の目 Shinjuku no me, Tân Túc chi mục) là tác phẩm điêu khắc do Miyashita Yoshiko (宮下芳子 Cung Hạ Phương Tử) dựng nên vào năm 1969 và được lắp đặt tại Ga Shinjuku ở Tokyo, Nhật Bản. Tác phẩm điêu khắc này nằm bên dưới Tòa nhà Subaru và từng được mô tả là "tác phẩm nghệ thuật công cộng bắt mắt nhất trong thành phố". Theo tác giả, con mắt này tượng trưng cho những hoài niệm về một thời của Shinjuku và dõi theo tất cả những thay đổi của khu phố tấp nập này.